# Mystacides niger
Mystacides niger là một loài Trichoptera trong họ Leptoceridae. Chúng phân bố ở miền Cổ bắc.